# Moda - Una rivoluzione italiana
Moda - Una rivoluzione italiana è una serie televisiva documentaristica originale Sky Original, Panamafilm e Cinecittà, prodotta da Riccardo Brun, Paolo Rossetti e Francesco Siciliano, scritta da Claudia Lachina, Oliviero Del Papa e Cristiana Regini, con la regia di Laura Chiossone.
Attraverso testimonianze, interviste e immagini di repertorio, la docu-serie in 4 episodi è un viaggio nella storia della moda italiana dal 1900 ad oggi. Il repertorio rappresenta sempre la parte più importante del racconto e getta luce su momenti della storia della moda italiana a partire dai primi decenni del 1900 fino ai giorni nostri. 
Il racconto storico e le riflessioni scaturiscono non dalla voce di un narratore tradizionale ma dal tessuto delle interviste di esperti e protagonisti della moda che si diversificano tra loro sia per quanto riguarda i pareri e le riflessioni sia per quanto riguarda i ruoli: dal creative director and celebrity stylist Nick Cerioni alla ex modella e docente di antropologia della moda Benedetta Barzini, dalla teorica della moda Maria Luisa Frisa al critico Angelo Flaccavento, dal costumista Massimo Cantini Parrini al creatore di moda Roberto Capucci, dal semiologo della moda Ugo Volli al fotografo Oliviero Toscani, dalla direttrice e capo-curatrice del Museum at F.I.T. di New York Valerie Steele alla sociologa della moda Patrizia Calefato.